# إرنست نولت
إرنست نولت (بالألمانية: Ernst Nolte) (و. 1923 – 2016 م) هو فيلسوف، ومؤرخ العصر الحديث، ومؤرخ، وتربوي، وأستاذ جامعي، وكاتب غير روائي ألماني، ولد في فيتن، توفي في برلين، عن عمر يناهز 93 عاماً.

## التعليم
تعلم في جامعة مونستر، وجامعة فرايبورغ، وجامعة فريدرش فيلهيلم في برلين، وجامعة كولونيا.

## جوائز
حصل على جوائز منها:
- Historian Prize of the Erich and Erna Kronauer Foundation  [لغات أخرى]‏ (2011)
- Konrad Adenauer Prize [الإنجليزية]‏ (1999)
- جائزة هانس مارتن سكليير  [لغات أخرى]‏ (1985).

## روابط خارجية
- إرنست نولت على موقع IMDb (الإنجليزية)
- إرنست نولت على موقع مونزينجر (الألمانية)